# Kozly, Louny
Kozly là một làng thuộc huyện Louny, vùng Ústecký, Cộng hòa Séc.